# تريفور كول
تريفور كول (بالإنجليزية: Trevor Cole)‏ (15 فبراير 1960، تورونتو في كندا)؛ روائي كندي.